# Badagaon (Rewa)
Badagaon es una localidad de la India en el distrito de Rewa, estado de Madhya Pradesh.

## Geografía
Se encuentra a una altitud de 110 m s. n. m. a 612 km de la capital estatal, Bhopal, en la zona horaria UTC +5:30.

## Demografía
Según estimación 2010 contaba con una población de 4 219 habitantes.